# Янке, Энтони
Энтони Фрэнсис Янке (англ. Anthony Francis Jahnke; 5 декабря 1879, Свеце, Куявско-Поморское воеводство — 12 декабря 1953, Чикаго, Иллинойс) — американский спортивный гимнаст. Участник летних Олимпийских игр 1904 года.

## Биография
Энтони Янке родился 5 декабря 1879 года в немецком городе Свеце (сейчас в Польше).
Когда именно Янке получил американское гражданство, неизвестно, однако это произошло не позднее 1917 года. Исследователи не исключают, что на момент участия в Олимпиаде он оставался ещё подданным Германской империи.
Выступал в соревнованиях за немецкий Центральный гимнастический клуб Чикаго.
В 1904 году вошёл в состав сборной США на летних Олимпийских играх в Сент-Луисе. В личном многоборье занял 61-е место, набрав 53,94 балла и уступив 15,86 балла завоевавшему золото Юлиусу Ленхарту из Австрии. В многоборье на трёх снарядах занял 74-е место с 27,54 балла, уступив 15,95 балла выигравшему золото Адольфу Шпинлеру из Германии. В легкоатлетическом многоборье, входившем в гимнастическую программу и включавшем в себя прыжки в длину, толкание ядра и бег на 100 ярдов, поделил 40-42-е места с 26,4 балла, уступив 9,3 балла завоевавшему золото Максу Эммериху из США.
Умер 12 декабря 1953 года в Чикаго.